# خانه مغنی
خانه مغنی مربوط به دوره قاجار است و در اصفهان، خیابان ابن سینا، کوی دو منار دردشت، محله‌جندیان، پ۳۶ واقع شده و این اثر در تاریخ ۲۴ اسفند ۱۳۸۳ با شمارهٔ ثبت ۱۱۵۴۸ به‌عنوان یکی از آثار ملی ایران به ثبت رسیده است.